# Chega de Saudade (álbum)
Chega de Saudade é o álbum de estreia do cantor e compositor brasileiro João Gilberto, lançado em LP em março de 1959 e gravado nos dias 10 de julho e 10 de novembro de 1958, 23 e 30 de janeiro e 4 de fevereiro de 1959, tendo sido mantido em catálogo desde o seu lançamento até 1990, por 31 anos consecutivos. A faixa-título do LP, composta pela dupla Antônio Carlos Jobim e Vinícius de Moraes, grande sucesso no Brasil, lançou a carreira de João Gilberto, tornando conhecido o movimento da bossa nova que se iniciava. Em 2007, foi eleito em uma lista da versão brasileira da revista Rolling Stone como o quarto melhor disco brasileiro de todos os tempos. Em 2001, foi induzido ao Grammy Hall of Fame. No mesmo ano, foi um dos membros inaugurais do Hall da Fama do Grammy Latino.

## Gravação e produção
"Chega de Saudade" e "Bim Bom" foram gravadas em 10 de julho de 1958, enquanto "Desafinado" e "Hô-bá-lá-lá" tiveram os seus registros realizados em 10 de novembro do mesmo ano. "Brigas, Nunca Mais" foi a única canção gravada na sessão de 23 de janeiro e "Morena Boca de Ouro" a única no dia 30 de janeiro de 1959. As outras seis faixas foram gravadas na última sessão, do dia 4 de fevereiro daquele ano.

## Faixas
| Lado A |                        |                                           |         |  |
| N.º    | Título                 | Compositor(es)                            | Duração |  |
| 1.     | "Chega de Saudade"     | Antônio Carlos Jobim / Vinicius de Moraes | 2:01    |  |
| 2.     | "Lobo Bobo"            | Carlos Lyra / Ronaldo Bôscoli             | 1:20    |  |
| 3.     | "Brigas, Nunca Mais"   | Antônio Carlos Jobim / Vinicius de Moraes | 2:05    |  |
| 4.     | "Hô-bá-lá-lá"          | João Gilberto                             | 2:15    |  |
| 5.     | "Saudade Fez um Samba" | Carlos Lyra / Ronaldo Bôscoli             | 2:01    |  |
| 6.     | "Maria Ninguém"        | Carlos Lyra                               | 2:21    |  |

| Lado B |                       |                                        |         |  |
| N.º    | Título                | Compositor(es)                         | Duração |  |
| 1.     | "Desafinado"          | Newton Mendonça / Antonio Carlos Jobim | 1:58    |  |
| 2.     | "Rosa Morena"         | Dorival Caymmi                         | 2:04    |  |
| 3.     | "Morena Boca de Ouro" | Ary Barroso                            | 1:58    |  |
| 4.     | "Bim Bom"             | João Gilberto                          | 1:16    |  |
| 5.     | "Aos Pés da Cruz"     | Marino Pinto / Zé da Zilda             | 1:34    |  |
| 6.     | "É Luxo Só"           | Ary Barroso / Luiz Peixoto             | 1:56    |  |

## Recepção

### Lançamento
O álbum foi lançado entre 8 e 12 de março de 1959.

### Fortuna crítica
| Críticas profissionais      | Críticas profissionais |
| Avaliações da crítica       | Avaliações da crítica  |
| Fonte                       | Avaliação              |
| --------------------------- | ---------------------- |
| O Estado de S. Paulo (1959) | Favorável              |
| Allmusic (2010)             | [ 5 ]                  |

Na época do lançamento, a crítica do jornal O Estado de S. Paulo afirmou que João "é um dos mais musicais dos nossos cantores populares, predicado que compensa amplamente o seu pequeno volume de voz. A esse respeito, é digna de nota sua interpretação de 'Desafinado'. Revela, além disso, um bom gosto fora do comum na escolha das melodias gravadas neste primeiro LP e uma sobriedade na interpretação como raras vezes temos observado." Escrevendo quando do relançamento em CD no Reino Unido, Richie Unterberger, do Allmusic, enaltece as características do álbum que foi responsável por lançar a bossa nova como um dos mais importantes gêneros de música popular.

## Ficha Técnica
- João Gilberto — vocal, violão
- Antônio Carlos Jobim — direção musical e arranjos[7]
- Milton Banana — percussão
- Francisco Pereira — fotografias da capa
- César Villela — layout